# Station Bibliothèque François Mitterrand
Station Bibliothèque François Mitterrand is een spoorwegstation aan de spoorlijn Paris-Austerlitz - Bordeaux-Saint-Jean. Het ligt in het 13e arrondissement van Parijs.

## Geschiedenis
Het station is op 3 december 2000 geopend, om een goede overstap te bieden op metrolijn 14. Het station is genoemd naar de Bibliothèque François Mitterrand, die in de onmiddellijke nabijheid ervan ligt.

## Diensten
Het station wordt aangedaan door verschillende treinen van de RER C:
- tussen Pontoise en Massy-Palaiseau of Pont-de-Rungis - Aéroport d'Orly. Sommige treinen hebben in plaats van Pontoise Montigny - Beauchamp als eindpunt, in verband met capaciteitsproblemen.;
- tussen Versailles-Château-Rive-Gauche en Juvisy/Versailles-Chantiers via Massy-Palaiseau;
- tussen Saint-Quentin-en-Yvelines en Saint-Martin-d'Étampes;
- tussen Pont du Garigliano en Brétigny;
- tussen Invalides en Dourdan - La Forêt.

## Vorige en volgende stations
| Richting                            | Vorig station    | Lijn  | Volgend station                                      | Richting                                                |
| ----------------------------------- | ---------------- | ----- | ---------------------------------------------------- | ------------------------------------------------------- |
| Pontoise C1 Montigny - Beauchamp C3 | Paris-Austerlitz | RER C | Ivry-sur-Seine                                       | Massy-Palaiseau C2 Pont-de-Rungis - Aéroport d'Orly C12 |
| Versailles-Château-Rive-Gauche C5   | Paris-Austerlitz | RER C | Choisy-le-Roi                                        | Juvisy C10 Versailles-Chantiers C8 (via Massy)          |
| Saint-Quentin-en-Yvelines C7        | Paris-Austerlitz | RER C | Juvisy (buiten de spits) Choisy-le-Roi (in de spits) | Saint-Martin-d'Étampes C6                               |
| Pont du Garigliano                  | Paris-Austerlitz | RER C | Juvisy                                               | Brétigny                                                |
| Invalides                           | Paris-Austerlitz | RER C | Juvisy (buiten de spits) Choisy-le-Roi (in de spits) | Dourdan - La Forêt C4                                   |